# Maximilian Gehrlinger
Maximilian „Max“ Gehrlinger (* 15. Dezember 1991 in Würzburg) ist ein deutscher Schauspieler.

## Leben
Gehrlinger wurde durch den Märchenfilm Sechse kommen durch die ganze Welt bekannt, in dem er den Läufer Markus spielte. Zuvor drehte er einige Kurzfilme, unter anderem Aufzug (2011), Schwerelos (2012) und Keen on her (2013). Außerdem war er 2012 Teil der Werbekampagne Momente des Glücks für Christ. Erste Gehversuche auf der Bühne machte Gehrlinger am Theater Spessartgrotte, spielte dort von 2008 bis 2009 den Prinzen Sven Olaf in Dornröschen und 2010 die Rolle des Phileas Fogg im Abenteuer Eine Reise um die Erde in 80 Tagen. Es folgten weitere Produktionen am Freien Werkstatt Theater Köln, an der Brotfabrik Berlin und an der Studiobühne Berlin-Charlottenburg.
Von 2015 bis 2019 studierte er Schauspiel an der Hochschule für Schauspielkunst „Ernst Busch“ in Berlin. Während des Studiums ist er in Theaterproduktionen auf verschiedenen Bühnen zu sehen, so zum Beispiel spielte er am BAT 2016 die Titelrolle Titus in Titus Andronicus - Fall of Rome (Regie: Lena Hesse) von Heiner Müller, 2017 den Edmund in König Lear (Regie: Evgeny Titov) ebenda und 2018 den Helmut in Messias aus Hessen (Regie: Marius Schötz), wofür er gemeinsam mit dem Ensemble mit dem Max-Reinhardt-Preis 2018 auf dem 29. Schauspielschultreffen in Graz ausgezeichnet wurde. Weitere Produktionen waren unter anderem Ödipus Variationen (Regie: Marcel Kohler) an der Akademie der Künste und Das 1.Evangelium (Regie: Kay Voges) an der Berliner Volksbühne. Parallel dazu arbeitete er auch weiterhin vor der Kamera, war 2016 in der Verfilmung von Siegfried Lenz’ Novelle Schweigeminute (Regie: Thorsten M. Schmidt) zu sehen, drehte 2018 für Stumme Schreie (Regie: Johannes Fabrick) und eine Episodenhauptrolle im VOX-Format True Story (Regie: Erik Haffner).
2019 drehte er für den Kinofilm Hello Again (Regie: Maggie Peren), eine Episodenhauptrolle der TV-Reihe Ein starkes Team (Regie: Maris Pfeiffer) und war an der Comödie Dresden in den Stücken Alle unter eine Tanne (Regie: Urs Alexander Schleiff) und Feuerzangenbowle (Regie: Dominik Paetzold) auf der Bühne zu sehen. Im darauffolgenden Jahr steht er für TV-Produktionen wie Zürich-Krimi (Regie: Roland Suso Richter), Herr und Frau Bulle (Regie: Uwe Janson) und Um Himmels Willen (Regie: Nikki Müllerschön) vor der Kamera. Außerdem drehte Gehrlinger von Oktober 2020 bis März 2021 für die 3. Staffel der SKY-Serie Das Boot (Regie: Hans Steinbichler, Dennis Gansel) in Prag und auf Malta.
2021 folgen Dreharbeiten für die TV-Serie Soko Leipzig (Regie: Jörg Mielich), für In aller Freundschaft (Regie: Daniel Drechsel-Grau) und für den Kinofilm Der Räuber Hotzenplotz (Regie: Michael Krummenacher). Außerdem steht er auf der Vaganten Bühne in Berlin mit dem Stück Wandersterne (Regie: Brian Bell), basierend auf dem Roman von Scholem Alejchem.
In einem im Februar 2021 im SZ-Magazin veröffentlichten Interview outete sich Gehrlinger gemeinsam mit 185+ lesbischen, schwulen, bisexuellen, queeren, nicht-binären und trans* Schauspielern im Rahmen der Initiative #actout, um in der Gesellschaft mehr Akzeptanz zu gewinnen und um in seiner Branche mehr Anerkennung in Film, Fernsehen und auf der Bühne zu fordern. Für Gehrlinger war das eine unglaubliche Befreiung, wie er gegenüber watson.de in einem Interview erzählt.

## Filmografie
- 2011: Aufzug (Kurzfilm)
- 2011: Faust
- 2012: Schwerelos (Kurzfilm)
- 2012: Das Blümchen (Kurzfilm)
- 2013: Keen on Her (Mittellanger Spielfilm)
- 2013: The green-eyed monster (Kurzfilm)
- 2013–2015: The Close-Ups (Webserie)
- 2014: Golden (Kurzfilm)
- 2014: Sechse kommen durch die ganze Welt
- 2014: Aktenzeichen XY ... ungelöst (TV-Reihe)
- 2016: Schweigeminute
- 2016: Mimicry (Kurzfilm)
- 2017: Hard & Ugly
- 2018: True Story (1 Folge)
- 2019: Stumme Schreie
- 2019: Gestern war ich morgen schon
- 2019: Wir Kinder vom Bahnhof Zoo (1 Folge)
- 2019: Ein starkes Team: Den Parkplatz bitte sauber halten
- 2020: Schwartz & Schwartz – Wo der Tod wohnt
- 2020: Verschüttet (Kurzfilm)
- 2020: Der Zürich-Krimi – Borchert und der eisige Tod
- 2020: Um Himmels Willen (1 Folge)
- 2020: Hello Again – Ein Tag für immer
- 2020: Jonathans Bänder (Kurzfilm)
- 2020: Notes of Berlin
- 2021: Herr und Frau Bulle: Alles auf Tod
- 2021: Das Boot – Staffel 3
- 2021: Generation Tochter
- 2021, 2022: SOKO Leipzig (5 Folgen)
- 2021: Ikarus
- 2021: Der Zürich-Krimi: Borchert und der eisige Tod (Fernsehreihe)
- 2022: In aller Freundschaft (1 Folge)
- 2022: Der Räuber Hotzenplotz
- 2023: SOKO Stuttgart (Fernsehserie, Folge Nachwehen)
- 2024: Das Traumschiff: Phuket (Fernsehreihe)
- 2025: Oktoberfest 1905